# Halo: Contact Harvest
Halo: Contact Harvest (en español: Halo: Contacto en Harvest) es una novela de ciencia ficción del escritor estadounidense Joseph Staten. Está ambientada en el universo de Halo. El libro fue lanzado el 30 de octubre de 2007, y es la  quinta novela de Halo, después de Halo: Ghosts of Onyx, escrita por Eric Nylund. Staten se dispuso a escribir una novela que llamara la atención de los jugadores, así como los que nunca habían leído una novela de Halo. Staten trabajó en Bungie Studios, el desarrollador de los videojuegos de la serie Halo. Staten dirigió las escenas de corte de los videojuegos y es un importante contribuyente a la historia de Halo.
Ambientada en el año 2525, veintisiete años antes de los acontecimientos de Halo: Combat Evolved, la novela cuenta la historia del primer encuentro entre la UNSC y la alianza alienígena del Covenant en el mundo colonial de Harvest, y el comienzo de la larga guerra que sigue a este acontecimiento. La novela es una obra de conjunto, está narrada desde puntos de vista tanto humanos como Covenant. El protagonista es un joven marine, el sargento Avery Johnson, que también aparece en otras novelas y videojuegos de la serie. Tras su lanzamiento, el libro fue generalmente bien recibido y se convirtió en un best seller del New York Times en su primera semana.

## Antecedentes
De acuerdo con Staten, Tor Books preguntó a Bungie Studios si tuvieran a alguien adecuado para escribir la siguiente novela de Halo. Staten, después de haber escrito mucho sobre el tema, fue la elección obvia. El autor encontró que el libro era la manera perfecta para dar detalles sobre la historia de Halo sin quitarle nada.

## Recepción
Tras su lanzamiento, Contact Harvest debutó en el puesto número 3 en la lista de best sellers del New York Times. Se mantuvo en la lista durante las cuatro semanas siguientes. La novela también apareció en la "USA Today Bestseller List".